# Денисов, Василий Тимофеевич
Васи́лий Тимофе́евич Дени́сов (1771—1822) — казачий командир эпохи наполеоновских войн, генерал-майор русской армии.

## Биография
Представитель донского рода Денисовых, племянник генерала от кавалерии Фёдора Петровича Денисова, двоюродный брат атамана Андриана Карповича Денисова. Родился в станице Пятиизбянской 2-го донского округа Области Войска Донского.

В 1788 году зачислен на службу в лейб-казачью команду. 15 июля 1789 года за участие в войне со шведами был переименован в поручики. В 1792—1794 годах, командуя казачьим полком, неоднократно отличался в сражениях с польскими конфедератами: участвовал в пленении Т. Костюшко, получил золотую саблю «За храбрость»; при штурме Праги первым с «охотниками» вскочил на вал крепостного укрепления и захватил одно орудие — отбил у неприятеля пушку, за что был 1 января 1795 награждён орденом Святого Георгия 4-й степени 
Во всемилостивейшем уважении на усердную службу и отличное мужество, оказанное 24-го октября при взятии приступом сильно укрепленного Варшавского предместия, именуемого Прага, где атаковал часть пехоты и отбил пушку.
 В чин полковника произведён 7 марта 1798; 30 декабря 1799 получил чин генерал-майора. Участвовал в кампаниях против французов в 1806—1807 гг.
К лету 1812 г. в должности командира бригады вместе с Донским казачьим своего имени полком (Денисова 7-го полк) находился на западной границе России близ Гродно в «летучем» Отдельном казачьем корпусе М. И. Платова 1-й Западной армии.
С началом Отечественной войны вел активную разведку и участвовал в арьергардных боях с армией Наполеона при Ошмянах, Камене, Могилеве, Копыси и Орше, отличился в боях при Любавичах и Молевом Болоте, сражался при Смоленске, Бородино, Можайске, при наступлении русской армии — при Малоярославце, Вязьме, Смоленске, Красном, Борисове на Березине, при Молодечно, Вильно, Ковно, у Кенигсберга и Данцига в восточной Пруссии.
В 1813 г. воевал с наполеоновскими войсками в Пруссии, Северной Германии, с датскими войсками (союзники Наполеона до 1814 г.) в Дании, освобождал города Берлин, Гамбург, Бремен, Кёльн и др., в 1814 г. во Франции сражался при Краоне, Лаоне, Сен-Дизье и дошёл до Парижа.
14 марта 1814 года был награждён Золотой саблей «За храбрость», украшенной алмазами.